# Wyszyna (powiat choszczeński)
Wyszyna (niem. Hochland) – opuszczona kolonia w Polsce położona w województwie zachodniopomorskim, w powiecie choszczeńskim, w gminie Krzęcin. W latach 1975–1998 miejscowość administracyjnie należała do województwa gorzowskiego. Miejscowość wchodzi w skład sołectwa Krzęcin.

## Geografia
Kolonia leży ok. 3 km na południowy wschód od Krzęcina.